# Rétablissement

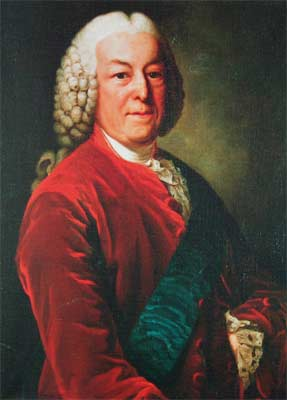
Thomas von Fritsch

Po zniszczeniach, jakie na Elektorat Saksonii sprowadziła wojna siedmioletnia (1756-1763) ministrowie Thomas von Fritsch, Christian Gotthelf Gutschmidt i Friedrich Ludwig Wurmb (1723-1800) odbudowali kraj i zreformowali jego struktury w duchu Oświecenia. Okres tej odbudowy zwie się w niemieckiej historiografii jako Rétablissement, tak bowiem nazywano go w XVIII wieku.
Komisja odbudowy zwana Restaurierungskommission działała od   30 kwietnia 1762 do  5 sierpnia 1763, wydała w sumie 34 dekrety.